# Голубая мечеть (Казань)
Голубая мечеть (Четвёртая соборная, тат. Zəŋgər məçet, Зәңгәр мәчет) — мечеть в Казани, в Старо-Татарской слободе, памятник татарской храмовой архитектуры. Название получила по цвету стен. Построена в 1815—19 гг. в стиле классицизма на средства казанского купца Ахмета Аитова-Заманова. Архитектор неизвестен. Двухэтажная двухзальная мечеть-джами с трёхъярусным минаретом на крыше.

## История мечети
В 1864 г. купец Г. Б. Мустакимов, пожертвовав собственный земельный участок, расширил мечеть на три окна по фасаду и соорудил вокруг неё ограду по проекту архитектора П. И. Романова. В 1907 г. купец Г. А. Ишмуратов увеличил михрабную часть здания перейстройкой, а также расширил кладовую мечети. Мечеть четвёртого прихода была закрыта постановлением Секретариата ТатЦИКа от 10 марта 1932 г. В 1930-е гг. минарет разобран. В советское время использовалась под жильё. С 1993 г. используется по назначению, однако минарет был восстановлен только в 2009 году.

## История махалли

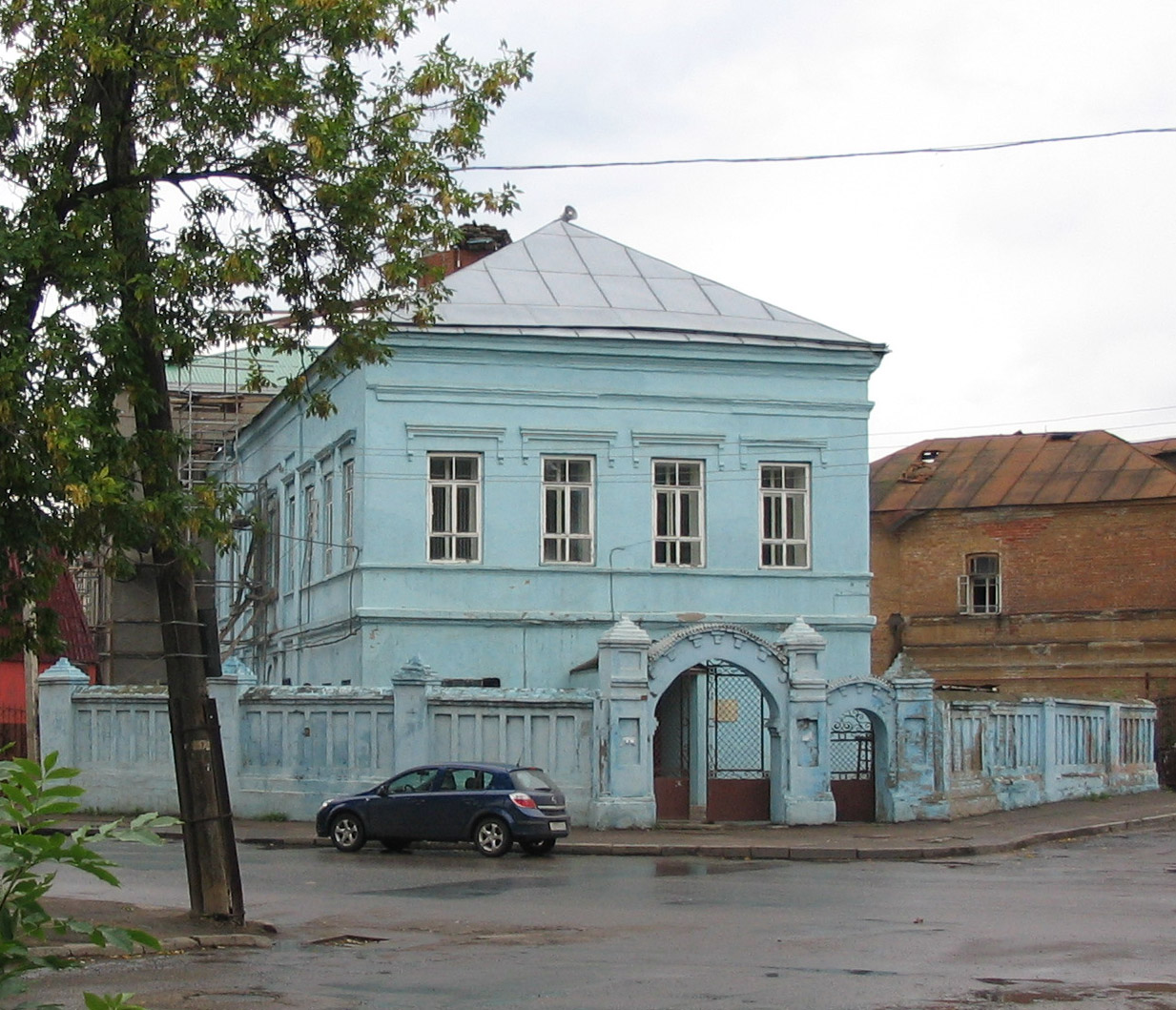
Вид с улицы С. Садыковой (бывш. Нариманова)

Возникновение прихода относится к 1778 г., когда на участке, где раньше находилось гумно, была построена деревянная мечеть, четвёртая на тот момент в городе. Община была известна как «махалля рабов», наверно потому, что в этой части Старо-Татарской слободы жило самое бедное и бесправное мусульманское население. В 1815 г. старую деревянную мечеть перевезли в деревню Суыксу и начали строительство кирпичной на средства купца Ахмета Исхаковича Аитова-Заманова, который не жалел средств, несмотря на то, что сам проживал в махалле Первой соборной мечети.
История махалли связана с двумя династиями священнослужителей. Одним из первых проповедников был Абденнасир Рахманкулов, окончивший медресе в Каргалах. В 1825 г. он приехал в Казань и стал исполнять обязанности имам-хатыба и мударриса при Четвёртой мечети. Он впервые в этой мечети учредил медресе, ныне известное как «Халидия». Купцы Арсаевы построили для него отдельное здание.
После смерти Абденнасира в 1835 г. имамом стал его брат Хабибулла Рахманкулов. В 1850 г. его сменил Хаммад Халитов, окончивший бухарское медресе. После смерти Халитова в 1864 г. его место занял вновь Рахманкулов — Гиясетдин Хабибуллович. В 1870 г. он умер, и на должность имама утвердили Мухаметзакира Хаммадовича Халитова. В 1894 г. место имама занял его сын Ибрагим Халитов. И Мухаметзакир и Ибрагим были сторонниками «бухарской» школы.
Махалля мечети была довольно многочисленной. В 1916 г. в ней проживало 792 мужчины и 814 женщин, 82 домовладельца. Во второй половине XIX — начале XX вв. в некогда бедной общине появляются крупные предприниматели и меценаты. Можно выделить семью купцов 1-й гильдии Мустакимовых. Родоначальник династии Габдельманнан Биккенеевич долгие годы был попечителем мечети. В конце XIX в. заботы о храме взяли на себя Айтугановы, пожертвовавшие общине новое здание медресе. Однако они вскоре разорились и заботы о приходе легли на купца и промышленника Абдрахмана Ахметовича Ишмуратова.

## Список источников и литературы
- Салихов, Р. Р. Исторические мечети Казани / Р. Р. Салихов, Р. Р. Хайрутдинов. — Казань: Татар. кн. изд-во, 2005. — 191 с.
- Голубая мечеть на портале «Мечети России»